# Janez Maroević
Janez Maroević (Split, 9. prosinca 1972.), po struci magistar ekonomije, atletski je maratonac iz Staroga Grada na Hvaru koji je 25 godina bio jedna od ključnih osoba u organizaciji plivačkog Faros maratona. 

## Sportska karijera
Jedan je od najboljih hrvatskih maratonaca svih vremena; 6 puta državni prvak u maratonu, osvajač 26 medalja na državnim prventvima, pobjednik više od 130 utrka u Hrvatskoj i inozemstvu i državni reprezentativac. Njegov najveći međunarodni uspjeh je pobjeda na Fort Lauderdale Maratonu 2014. (SAD) i utrci na 10 km u Abu Dhabiju 2015. (UAE).
Trčanjem se počeo baviti samostalno s nepunih 17 godina na rodnom otoku. U jesen 1991.g. počinje studirati ekonomiju u Splitu gdje se upisuje u Atletski klub "ASK" te počinje ozbiljno trenirati pod vodstvom prof. Mate Omazića. U proljeće 1993.g. osvaja svoje prve medalje na državnim prvenstvima - pojedinačno broncu i ekipno zlato u konkurenciji mlađih seniora na Državnom prvenstvu u krosu na 8 km u Medulinu.
Nakon nekoliko godina uspješnih nastupa na srednjim i dugim prugama te polumaratonu, njegov prvi maraton na 42.195 m je bio u svibnju 1996.g. na Državnom prvenstvu u Sinju gdje uvjerljivo osvaja 1. mjesto s 2:30:56 što je tada bio vrlo respektabilan rezultat za prvi nastup u ovoj najtežoj atletskoj disciplini. U rujnu iste godine na svom drugom maratonu ostvaruje i drugu pobjedu i to na našem najstarijem i najpoznatijem maratonu - Plitvičkom maratonu. Njegovih 2:33:15 je do danas ostao nedostižan rezultat za sve hrvatske maratonce na ovoj teškoj i zahtjevnoj stazi. To je bio početak njegove uspješne maratonske karijere koja je tim značajnija kada se zna da je za maratone trenirao uglavnom sam na otoku gdje se nitko prije njega nije bavio altetikom, u sredini gdje je trčanje bio potpuno nepoznat sport i gdje se osim s napornim treninzima i brojnim odricanjima morao svakodnevno boriti i s nerazumijevanjem okoline.
U svojoj dugoj karijeri uspješno je nastupao na nekim od najvećih svjetskih maratona kao što su: Boston Maraton, New York City Maraton, Berlin Maraton, Paris Maraton, Rotterdam Maraton, Vienna City Maraton, Honolulu Maraton, Los Angeles Maraton, Milano City Maraton, Firenze Marathon, itd.
Hrvatska radiotelevizija je 2004. godine o njemu snimila film Maratonac, Janez Maroević - Moja životna priča, redatelja Petra Krelje.
U karijeri je nastupao za sljedeće atletske klubove: AK "ASK" Split, AK "Sveti Duje" Split, AK "Hrvatski sokol" Osijek, AK "Sinj" Sinj i AK "Dubrovnik" Dubrovnik.

## Rad u sportu
Uz utemeljitelja Vicka Šoljana, do 2015. je bio glavni organizator najprestižnijeg svjetskog natjecanja u daljinskom plivanju - Faros maratona. Od 1990. do 1996. godine je bio tajnik, a od 1997. do 2015. glavni tajnik i prvi operativac Faros maratona. 
2001. godine je bio jedan od osnivača Hrvatskog saveza daljinskog plivanja čiji je glavni tajnik bio od 2001. do 2015. U istom razdoblju je bio član Skupštine i Izvršnog odbora Hrvatskog saveza daljinskog plivanja. Od 1990. do 2015. je bio tajnik Daljinsko-plivačkog kluba "Faros" Stari Grad i tajnik Plivačkog kluba "Faros" Stari Grad.
Bio je jedan od urednika monografije Svjetski Faros maraton (kolovoz 2012.) i dugogodišnji izvjestitelj za sve hrvatske medije o događajima vezanim uz hrvatsko i svjetsko daljinsko plivanje. 
Predstavljao je Faros maraton i Hrvatski savez daljinskog plivanja na Global Open Water Swimming Conference 2012 i International Marathon Swimming Hall of Fame Induction Ceremony 2012 održanima u Long Beachu (SAD) 21. i 22. rujna kada je Faros maraton kao prvi maraton u svijetu svečano inauguriran kao novi član Kuće slavnih sa sjedištem u Fort Lauderdaleu (SAD).
2014. godine je utemeljio Faros Challenge, solo/štafetno preplivavanje Starogradskog zaljeva, čiji je direktor.  
Krajem 2020. osnovao je Sportsku udrugu Faros Sport čiji je predsjednik.
Od 1. siječnja 2021. obnaša funkciju Event direktora Oceanman Croatia koji je dio Oceanman World Championships - najmasovnije i najpopularnije međunarodne serije natjecanja u plivanju na otvorenim vodama.    

## Nagrade i priznanja
Za svoje uspješne rezultate i rad u sportu dobitnik je brojnih priznanja iz zemlje i svijeta, između ostalih i Godišnje nagrade Grada Staroga Grada 2004. godine.

## Vanjske poveznice
- Janez Maroević na Facebooku
- Janez Maroević na Openwaterpediji
- Hrvatski atletski savez web
- Faros maraton web  Arhivirana inačica izvorne stranice od 28. rujna 2019. (Wayback Machine)
- Faros Maraton na Openwaterpediji
- Hrvatski savez daljinskog plivanja web
- HSDP na Openwaterpediji
- Faros Challenge na Openwaterpediji
- International Marathon Swimming Hall of Fame